# Charlie Haas
Charles Doyle Haas (Houston (Texas), 27 maart 1972), beter bekend als Charlie Haas, is een Amerikaans professioneel worstelaar. Hij was actief in het World Wrestling Entertainment (WWE).

## Carrière

### WWE
Als alumni van de Seton Hall Universiteit kregen zowel Charlie Haas als zijn broer, Russ, een WWF-ontwikkelingscontract in Memphis Championship Wrestling, maar tegen het einde van 2001 overleed Russ aan hartfalen. Haas ging door met worstelen, waarbij hij kort de naam R.C. Haas gebruikte (Russ-Charlie Haas) en "Russ" op zijn polstape schreef om zijn broer te gedenken.
Nadat hij in verschillende ontwikkelings gebieden had gewerkt, debuteerde Haas voor de WWE op 26 december 2002 als een heel naar Shelton Benjamin als "Team Angle". Het tag team was een plan van Paul Heyman en was bedoeld om de WWE Champion Kurt Angle te helpen bij het behouden van zijn titel, en ze vielen Chris Benoit en Brock Lesnar aan in een poging hen te verzwakken. Angle sloeg uiteindelijk Team Angle na een face-turn tijdens die periode en ze begonnen zijn leiderschap te betwijfelen. Het duo werd The World's Greatest Tag Team". Het team won het WWE Tag Team Championship twee maal voor ze scheiden toen Benjamin verhuisde van SmackDown! naar RAW.
Toen Benjamin weg was, turnde Haas face en vormde een team met Rico en zijn valet Miss Jackie om de tag team titels opnieuw te winnen. Het team werd een belangrijke kracht, met de strenge Haas samen met de charismatische Rico. Nadat Rico werd ontslagen stond Haas opnieuw op zichzelf, vergezeld door Miss Jackie. Haas was de verliezer in een match tegen Luther Reigns tijdens de The Great American Bash 2004.
Haas was later betrokken in een Anglewaarin hij in een driehoeksverhouding was met Miss Jackie (op televisie zijn verloofde) en Dawn Marie. Het verhaal kwam tot een hoogtepunt toen Haas diende als de scheidsrechter in een match tijdens Armageddon 2004 tussen de twee vrouwen. Na de match verliet Haas beide vrouwen (voor kayfabe redenen; zijn werkelijke relatie met Miss Jackie duurde voort). Toen vormde hij een tag team met Hardcore Holly. Ze hadden gelimiteerd succes op SmackDown!, waaronder een feud met MNM voor het WWE Tag Team Kampioenschap, maar ze wonnen nooit de titels.

### Ontslag
Op 6 juli 2005 werd Haas ontslagen door de WWE samen met zijn vrouw Jackie Gayda. Hij keerde diezelfde maand terug naar Jersey All Pro Wrestling en begon een feud voor het JAPW Heavyweight Championship met Jay Lethal. Op 10 september tijdens JAPW Haas of Pain versloeg Lethal Haas om zijn titel te behouden.
Hij won het Natural Heavyweight Championship tijdens Ballpark Brawl V op 13 augustus 2005, door de toenmalige kampioen Christopher Daniels en Chris Sabin te verslaan in een triple threat match. Hij verdedigde zijn titel succesvol de volgende avond tijdens Ballpark Brawl VI tegen Harry Smith. De titel werd hem ontnomen toen hij terugkeerde en was tot nu toe de enige man die zijn titel succesvol verdedigde.
Tijdens deze tijd nam Haas ook deel aan het ECWA Super 8 Toernooi 2006 en kwam tot in de finale maar verloor van Davey Richards.

### Terugkeer naar de WWE
In het einde van december 2005 tekende Charlie Haas opnieuw met de WWE, en keerde terug naar OVW op 22 februari 2006, waarbij hij verloor van Paul Burchill. Hij keerde terug naar WWE televisie op 17 april 2006 tijdens een aflevering van RAW als Rob Van Dams hand gekozen tegenstander voor zijn voormalige partner, Shelton Benjamin. Haas versloeg Benjamin in de match die daarop volgde.
Haas vervolgde met worstelen op de lagere middenklasse, vaak deelnemend op WWE HEAT en soms op RAW.
Op de editie van RAW op 5 juni 2006 duwde Charlie Haas per ongeluk Lilian Garcia van de ring zijkant toen hij de ring binnenkwam. Het werd daarna op WWE.com aangekondigd dat Lilian een gekneusde pols opgelopen had. Het werd bekendgemaakt dat dit hem geen slechte naam opleverde omdat iedereen inzag dat dit een ongeluk was (er moet ook vermeld worden dat de blessure geen work was). Het resultaat was een vete met Lilians verhaallijn minnaar Viscera en Haas zijn tweede heel periode in zijn WWE carrière. Haas maakte avances richting Lilian, tot hij haar gedwongen kuste en haar toen op de grond liet vallen. Haas en Viscera bleven vechten voor de affectie van Lilian in de ring, tot Lilian verklaarde aan hen beiden dat ze "gewoon vrienden" wilde zijn. Haas sloeg Viscera toen op zijn oog van woede en een blinde Viscera gaf per ongeluk een Samoan Drop aan Lilian. Hoewel het per ongeluk was, begonnen beide worstelaars te lachen toen ze zagen wat er met haar gebeurde. Recentelijk zijn Viscera en Haas een tag team geworden.

## In worstelen
Naar het gebrek aan heat en reactie van het publiek wordt door de internet worstel community verwezen als een Haas pop. WWE namen de zin een aantal jaren terug over, maar gebruiken het sinds kort regelmatig.
- Finishers
  - Haastile Takeover (Scoop in een inverted DDT)
  - Haas of Pain (Er zijn Solo en Tag Team variaties. Oorspronkelijk gedaan met Russ Haas.)
  - Total Haastility (Bridging German suplex)
  - Haastruction (Spinning buik-aan-buik suplex)
  - Haascracker (Tilt-a-whirl backbreaker)

- Signature moves
  - Exploder suplex
  - Vliegende kruisende axe handle smash
  - Moonsault
  - STF
  - Dropkick
  - Missile Dropkick

- Managers
  - Jackie Gayda
  - Paul Heyman
  - Kurt Angle
  - Viscera

- Theme muziek

Haas kreeg nieuwe theme muziek in mei 2005, een liedje uitgevoerd door Eric & The Hostiles met de titel "Pay the price". Het werd voorheen gebruikt als het nummer voor The Great American Bash 2005 pay-per-view, maar WWE componist Jim Johnston veranderde het drum ritme voor Haas zijn theme. Het werd aangeboden als bonusnummer op het WWE Wreckless Intent album als een exclusieve iTunes download, als men het volledige album via die weg kocht.

## Kampioenschappen en prestaties
- Ballpark Brawl
  - Natural Heavyweight Championship (1 keer)

- Combat Zone Wrestling
  - CZW Tag Team Championship (1 keer met Russ Haas)

- East Coast Wrestling Association
  - ECWA Tag Team Championship (1 keer met Russ Haas)
  - ECWA Hall of Fame geïntroduceerde (2004)

- Heartland Wrestling Association
  - HWA Heavyweight Championship (1 keer)

- Jersey All Pro Wrestling
  - JAPW Tag Team Champion (2 keer met Russ Haas)

- Memphis Championship Wrestling
  - MCW Southern Tag Team Champion (3 keer met Russ Haas)

- Ohio Valley Wrestling
  - 2002 OVW Russ Haas Memorial Tag Team Toernooi winnaar (met Nova)

- Phoenix Championship Wrestling
  - PCW (Pennsylvania) Tag Team Championship

- Pro Wrestling Illustrated
  - PWI 2003 Tag Team van het jaar Award (met Shelton Benjamin)

- Ring of Honor
  - ROH World Tag Team Championship (1 keer met Shelton Benjamin, huidig)

- World Wrestling Entertainment
  - WWE Tag Team Championship (3 keer; 2x met Shelton Benjamin, 1x met Rico)

## Persoonlijk leven
Haas is getrouwd en heeft een kind.